# 26e méridien ouest
En géographie, le 26e méridien ouest est le méridien joignant les points de la surface de la Terre dont la longitude est égale à 26° ouest.

## Géographie

### Dimensions
Comme tous les autres méridiens, la longueur du 26e méridien correspond à une demi-circonférence terrestre, soit 20 003,932 km. Au niveau de l'équateur, il est distant du méridien de Greenwich de 2 894 km,.
Avec le 154e méridien est, il forme un grand cercle passant par les pôles géographiques terrestres.

### Régions traversées
{En commençant par le pôle Nord et descendant vers le sud au pôle Sud, Le 26e méridien ouest passe par:
| Coordonnées          | Pays, territoire ou mer      | Notes |
| -------------------- | ---------------------------- | --- |
| 90° 00′ N, 26° 00′ O | Océan Arctique               | |
| 83° 21′ N, 26° 00′ O | Groenland                    | Nord de la Terre de Peary |
| 83° 14′ N, 26° 00′ O | Fjord Frederick E. Hyde (en) | |
| 83° 08′ N, 26° 00′ O | Groenland                    | Sud de la Terre de Peary |
| 82° 10′ N, 26° 00′ O | Fjord de l'indépendance      | |
| 82° 01′ N, 26° 00′ O | Groenland                    | |
| 81° 36′ N, 26° 00′ O | Fjord Hagen (en)             | |
| 81° 29′ N, 26° 00′ O | Groenland                    | Île principale et la Terre de Milne |
| 70° 32′ N, 26° 00′ O | Scoresby Sund                | |
| 70° 16′ N, 26° 00′ O | Groenland                    | |
| 68° 47′ N, 26° 00′ O | Océan Atlantique             | Passe juste à l'ouest de l'île de São Miguel , Açores, Portugal (à 37° 51′ N, 25° 51′ O) Passe juste à l'est de l'Île Saunders, Géorgie du Sud-et-les îles Sandwich du Sud (à 57° 47′ S, 26° 20′ O) Passe juste à l'est de l'Île Montagu, Géorgie du Sud-et-les îles Sandwich du Sud (à 58° 28′ S, 26° 13′ O) |
| 60° 00′ S, 26° 00′ O | Océan Austral                | |
| 75° 23′ S, 26° 00′ O | Antarctique                  | Liste des territoires à la fois par l' Argentine (Antarctique argentin) et le Royaume-Uni (Territoire antarctique britannique) |